# Armadillogorgia cyathella
Armadillogorgia cyathella är en korallart som beskrevs av Bayer 1980. Armadillogorgia cyathella ingår i släktet Armadillogorgia och familjen Primnoidae.
Artens utbredningsområde är Södra Ishavet. Inga underarter finns listade i Catalogue of Life.